# 参加標準記録
参加標準記録（さんかひょうじゅんきろく）とは、主に陸上競技や競泳、スピードスケートなどの競技大会において、出場・参加を許可する基準として主に大会主催者により選手に対して設定される共通の基準値である。

## 概要
2000年代以降、数多くのスポーツの競技大会で選手の参加資格について“参加標準記録制”が導入されている。後述するが、参加資格として参加標準記録が設定された大会への参加を希望する選手は、事前に参加標準記録を「突破」する記録を残しておかなければ、その大会に出場すること自体ができない。
世界陸上や世界水泳、スピードスケートW杯、オリンピックなどの主要国際大会や、国内では全日本中学校陸上競技選手権大会、全日本中学校通信陸上競技大会、全国中学校水泳競技大会といった全国規模・全県規模の大会に設けられることが多い。
大目標としている大会への出場を目指す選手は、事前に公式記録が残る別の大会や記録会（タイムトライアル）などに参加し、予めそこで参加標準記録を突破することで、はじめて目標の大会への参加エントリーが認められる。
この様な制度が設けられる理由としては、競技者の大幅な増加で競技運営の安全・円滑化に支障が生じることの防止や、参加希望者の増加による大会の無秩序な肥大化を防ぎ、参加定員の上限がある場合にはそれの超過を確実に防止することである。

## 設定値
参加標準記録は競技によるレベルの差、記録レコードの推移を総合的に勘案した上で主催者側が設定し、あらかじめ発表される。その為、多くの大会で参加標準記録は毎回一定の基準をもって設定され、多くは競技のレコードやレベル水準の上昇と並行して引き上げられるなど、必要に応じた変更がなされる。
その設定値は大会・競技・種目によって全て異なる。ただし多くの場合、“参加標準記録”の大半は数値として厳密に設定されており、予め設定された記録に例えば時間基準ならば0秒01、ポイント制競技ならば0.001点達していなくても対象となる大会への出場資格は与えられない。
国際規模の大会では参加標準Aと、それよりやや記録の低い参加標準Bという2段階で設定されることがある。例えば陸上競技の多くでは、同一の国籍の選手中に参加標準A突破者が複数いる場合は最大3名まで出場できる。標準A突破者がいない場合に限って、参加標準B突破者が1人だけ出場できるというシステムになっている。
特に世界選手権クラスの国際大会に対しては、国・地域単位で競技を統括する団体が選手派遣の有無を判断する材料として、多くはその国際大会の主催者が定める参加標準記録が用いられる。しかし、時として、国・地域の競技統括団体がこれとは別により厳しい独自の“派遣基準”の値を設定し、なおかつ特定の全国規模の大会（これにも多くは参加標準記録が別途設定される）を必ず出場しなければならない“最終予選”として設定し、その大会での上位入賞と“派遣基準”の突破を国際大会への参加（派遣）の絶対条件として求めることがある。また、水泳のオリンピック日本代表選考における男子自由形短距離などが典型的な例であるが、過去の国際大会の記録からほぼ機械的に算出した値が設定された結果として、その国内や地域の歴代最高記録を大幅に塗り替えなければならない値が設定されることもある。この様な基準値の設定については、細かくは競技や団体毎に様々な理由や歴史的経緯があるが、概して見られるのは、限りある強化費・派遣人数枠や、選手・コーチ・スタッフの派遣費用などの予算面や、現地の宿泊施設やトレーニング施設の手配の都合などの観点から、多額の費用を要する海外の国際大会については上位入賞が高い確度で期待できる“実績を残した者”のみに派遣選手を絞り込むため、選考の公平性や透明性を確保するため、という事情である。この場合、誰一人として“派遣基準”を突破できなければ、国内競技統括団体の判断として「競技成績の派遣基準未達」を理由にその競技カテゴリの選手を国際大会に派遣しないということが起きてくる。
国・地域・競技にもよるが、参加標準記録や独自の“派遣基準”が用いられている場合、上位の大会への参加を目指す選手にとっては設定された基準値の突破が極めて重要な課題となり、極めて微差であっても届かないことは出場権を巡っての絶対的な壁になる。とりわけオリンピックや世界選手権の場合、ナショナルチームでのより高度な指導や強化プログラムを受けられるか、スポンサーからの資金補助を受けられるか、そして母国の代表選手としての国際大会への出場経歴を残せるかなど、選手個人にとっては自身の競技人生やその後を直接大きく左右するターニングポイントになる。そのため、この様な競技・種目の“最終予選”大会では、過去にも競技の順位以上に参加標準記録や“派遣基準”の突破の有無を巡って多くの悲喜こもごもが引き起こされてきた。僅かにでも“派遣基準”を突破に成功し出場権を獲得し歓喜する選手が出る一方で、逆に上位入賞や優勝を果たした国内の強豪選手が、そのことを喜ぶどころか、むしろ、設定された独自の“派遣基準”をほんの僅差で下回る記録であったために目標にしていた上位の大会への出場権を獲得できずに大きなショックを受けていたり、ただ悲嘆に暮れるという事も起きる。また、“最終予選”のエントリー期日の直前になると、“最終予選”の参加標準記録を突破し参加枠を確保することを目的に、所定の公式記録が残る大小様々な大会や記録会を渡り歩く選手が現れる、あるいは交通不便の立地や自国外であっても過去に好記録が続出している競技施設で開催される公式大会に有力選手が大挙集結する、などといったことも発生してくる。
その一方で、オリンピックの個人競技では、直近の国際大会での上位入賞や世界ランキング順位により、国別割り当てのオリンピック出場枠を自ら掴み取った選手を、設定した“派遣基準”を満たしたものと見なして半ば自動的に選出する競技も存在する（馬術など）。これは、国別出場枠の形式でも選手個人が自身の実績で獲得してきた出場権ならばその当人に優先権があるという考え方であり、記録タイムや点数による基準とはまた別の形で公平ということが言える。

## 有効条件
大会・競技・種目によって異なるが、参加するにあたって“参加標準記録の突破”には記録・成績の他にも期間（記録日）など様々な有効条件が設けられる。たとえば有効期間については、所定の締切日から遡って1年か2年前までの間に達成された公式記録だけが有効なものと設定されたり、エントリーに際して競技団体が発行した記録証や証明書などの書類の添付が必要な場合もある。
過去に参加標準記録の突破に成功していても、その記録が全ての有効条件を満たさなくなった選手は、参加可能で所定の期間に開催されて認定や選手選考の対象となっている公式の記録会や大会に参加して、参加標準記録を再度突破しなければならない。
これは近年優良な成績を記録していない選手に、何年も前に出した記録を根拠として出場機会を要求されることを防ぎ、また大会そのもののレベルを維持する目的もある。また大会によっては、参加者を直近の好成績者に絞り込むことで大会規模の無秩序な肥大化や予選に要する時間の長大化を防ぐことも、参加標準記録に様々な条件を付け加える目的の1つである。
年齢別競技や年齢制限がある競技では、参加標準記録を突破しても年齢の条件が合わない場合には参加資格は与えられない。
また、根本的なところで選手が選手としての資格要件を満たしている必要があり、これを満たさなくなった場合には参加標準記録は事実上無効になる。

## 参考・脚注
1. 1 2 3  エトセトラ＿ニュースのおさらい　ジュニア向け＿五輪の参加標準記録って？
2. 1 2 3  第３０回オリンピック競技大会（２０１２／ロンドン）日本代表選手選考要項 - 公益財団法人 日本陸上競技連盟
3. ↑  平成22年度 全国中学校体育大会 第37回全日本中学校陸上競技選手権大会要項 - 第37回全日本中学校陸上競技選手権大会in鳥取
4. ↑  日本水泳連盟／標準記録
5. ↑  平成２４年度競技会参加資格の一部変更について - 東京都高等学校体育連盟陸上競技専門部
6. ↑  トリノ五輪出場資格問題／肥大化抑制でトラブル - Ｗｅｂ東奥・特集／断面2006
7. ↑  天皇賜盃第81回日本学生陸上競技対校選手権大会　参加標準記録等の変更について - 公益社団法人日本学生陸上競技連合
8. 1 2  酒井Ｖも記録届かず「言葉出ない」／競泳 - 水泳ニュース : nikkansports.com 2012年4月9日